# 上海公交1251路
上海公交1251路（71路支线2），为中国上海市市区的一条公交线路，原名127路或国脉127路，是由长宁区仙霞新村地区通往市中心的公交线路之一。
1994年10月20日，该线路前身——127路，在上海首先实行无人售票制度。
该线路目前为仙霞新村地区配套接驳延安路中运量公交系统凯旋路站和上海轨道交通3、4号线延安西路地铁站的一条短驳线路。

## 历史沿革

### 线路发展

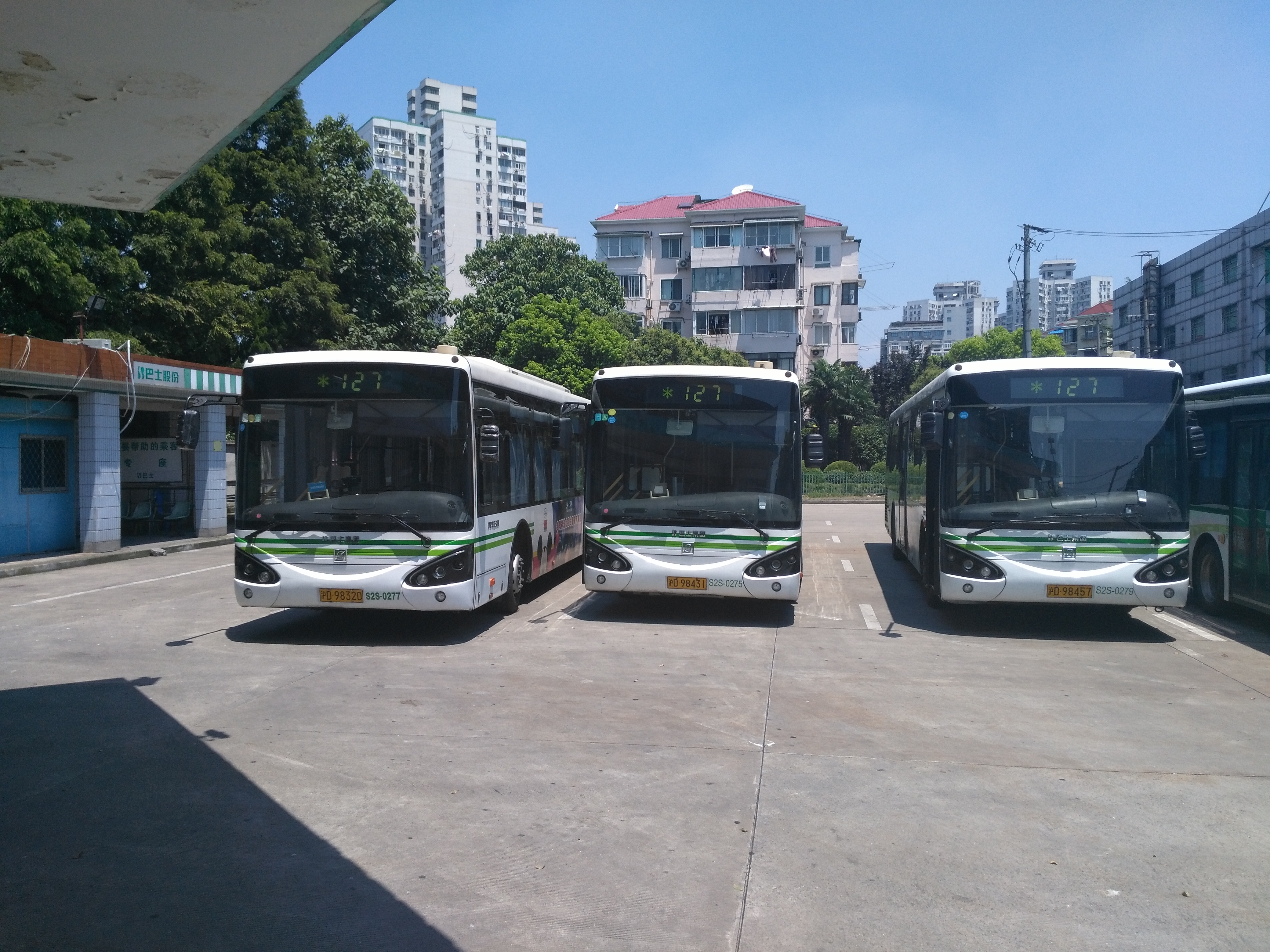
上海公交127路，2016年7月

1982年10月，高峰线路211路开通，由水城路站（今水城路威宁路）经由天山路、延安路到延安东路外滩。
为满足仙霞新村的出行需求，1991年3月10日，127路公交车正式引入仙霞新村，开通运营。彼时，该线路由水城路站（今水城路威宁路）经由仙霞路、延安路到延安东路外滩。
1994年10月起，127路实行无人售票，为全市最先实行无人售票制度的公交线路，此举得到社会各界和乘客的肯定。
1994年11月，该线路被国脉公司冠名，以推广其“127”寻呼业务，与同被冠名的国脉126路、国脉128路一起并称“国脉三线”或“国脉三兄弟”。
2001年9月4日起，该线路开始使用上海公共交通卡。
2013年，127路在公交车上率先安装了多套车载“电子警察”设备，查处占用公交车道违法行为。

### 线路调整

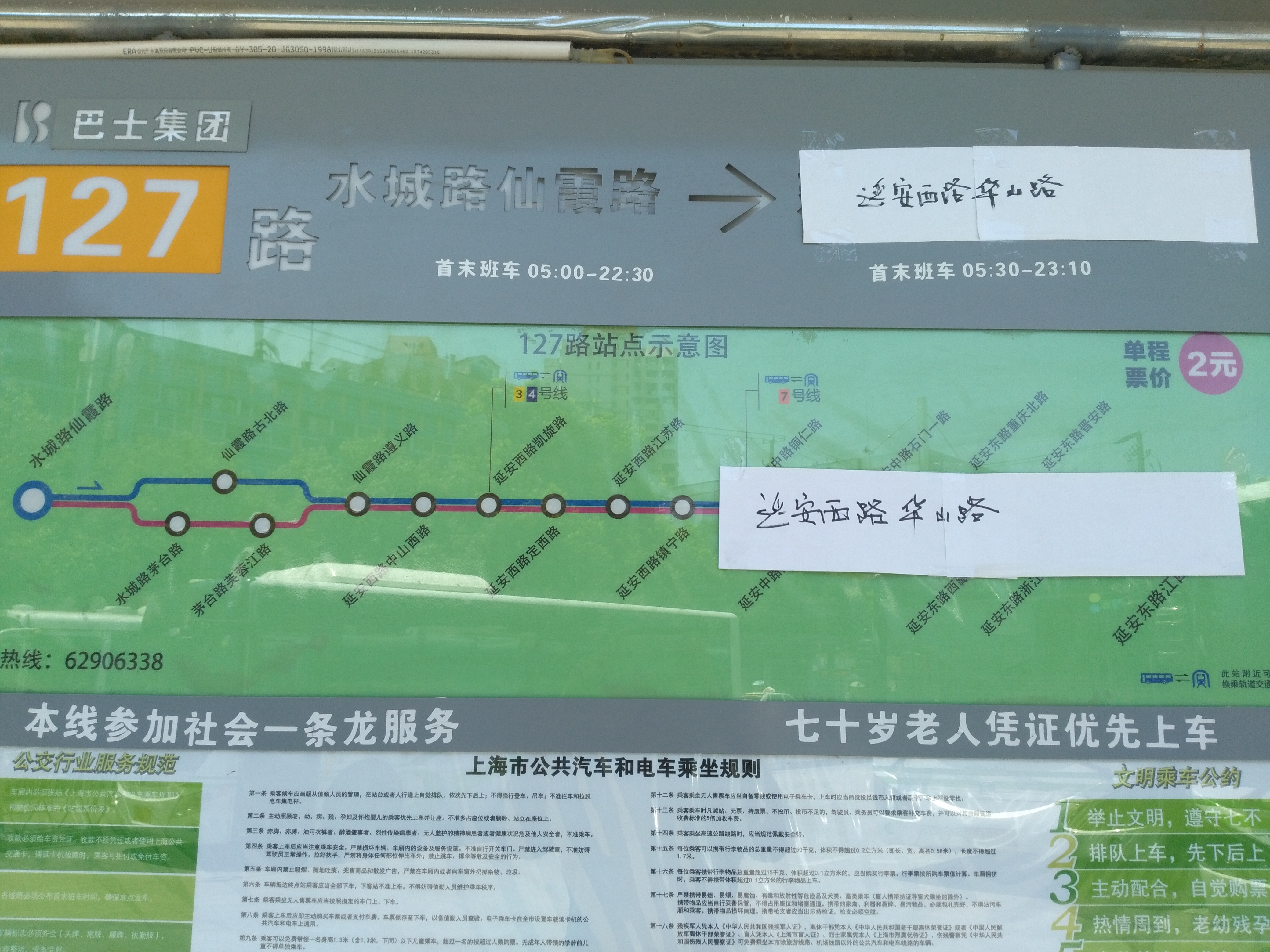
127路于2016年7月缩线

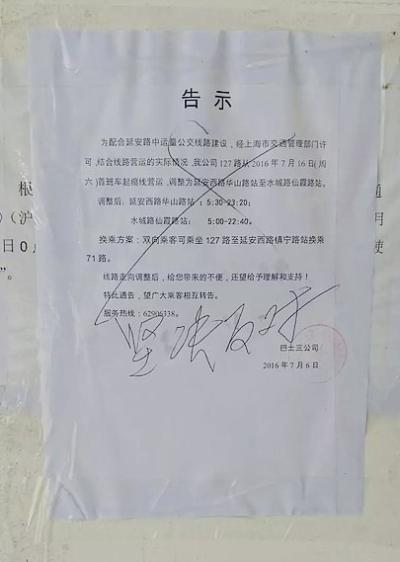
2016年7月，上海127路缩线通告。可见有“×，坚决反对”字样。

2014年12月21日，为优化市区部分主干道公交线网，交通部门发布公交调整方案。根据该计划，由于该线路和71路复线，127路拟被撤销，并将先前开通的、拟用于替代127路的1217路始末站调整到水城路仙霞路，以便接驳2号线。后来，这一方案受到市民强烈反对。有市民表示，该线路停靠的凯旋路站、江苏路站、镇宁路站、华山路站分别经过中山医院分院、上海电力医院、复旦大学附属华东医院和复旦大学附属华山医院，是仙霞居民的“生命线”，不应被撤销。2015年1月，上海市交通委员会在“接到300多个投诉电话”后，不得不宣布127路撤销“暂缓实施”。
2016年7月16日，因延安路中运量公交系统工程河南中路站点设置在原127路延安东路江西中路站点位置，127路缩线到延安西路华山路。该举动引发部分市民反对，并出现了水城路终点站的缩线通告被涂抹“×，坚决反对”的情形。
2016年11月，上海市交通委员会发布《延安路中运量系统公交线路优化调整计划》，征求市民意见。根据该方案，127路将缩线到延安西路中山西路，更名1251路，性质转变为接驳线路，票价改为1元；此举实际上撤销了127路线路编号。
2017年2月1日，1251路(水城路仙霞路—延安西路中山西路)正式开通。
2017年12月，巴士集团确定支线线路为上海公交1250路、1251路，双开门车辆将于是年十二月投入上述线路的运营，并与中运量系统正式对接。这批车辆也是上海公交史上首次投入实际运营的双开门车辆。

## 路线基本资料

### 线路走向
- 上行：经延安西路，遵义南路，仙霞路，娄山关路，茅台路、水城路至水城路仙霞路
- 下行：经仙霞路、遵义路、天山路、延安西路至延安西路中山西路[16]

### 服务时间
- 延安西路中山西路：05:20-24:00
- 水城路仙霞路：05:00-22:40[16]

### 收费
全程单价RMB¥1，无人售票，线路实行公交换乘优惠。

### 设站

#### 2017年12月28日-
上行
凯旋路站，仙霞路遵义路，茅台路芙蓉江路，水城路茅台路，水城路仙霞路。
下行
水城路仙霞路，仙霞路古北路，仙霞路遵义路，天山路中山西路，天山路延安西路，凯旋路站。

#### 2017年1月28日-2017年12月27日
上行
| 序号 | 站点名称         | 首班车 | 末班车 | 换乘线路                                                              |
| ---- | ---------------- | ------ | ------ | --------------------------------------------------------------------- |
| 1    | 延安西路中山西路 | 05:20  | 23:20  | 57路、776路 █ 3号线、 █ 4号线延安西路站 延安路中运量公交系统 凯旋路站 |
| 2    | 仙霞路遵义路     | 05:22  | 23:22  | 69路、72路、309路夜宵、808路、855路、944路                            |
| 3    | 茅台路芙蓉江路   | 05:24  | 23:24  | 836路                                                                 |
| 4    | 水城路茅台路     | 05:27  | 23:27  | 519路、856路、700路                                                   |
| 5    | 水城路仙霞路     |        |        | 1217路                                                                |

下行
| 序号 | 站点名称         | 首班车 | 末班车 | 换乘线路                                                               |
| ---- | ---------------- | ------ | ------ | ---------------------------------------------------------------------- |
| 1    | 水城路仙霞路     | 05:00  | 22:40  | 1217路                                                                 |
| 2    | 仙霞路古北路     | 05:02  | 22:42  | 88路、519路、737路、836路、855路                                       |
| 3    | 仙霞路遵义路     | 05:04  | 22:44  | 855路                                                                  |
| 4    | 天山路中山西路   | 05:06  | 22:46  | 311路夜宵、1250路                                                      |
| 5    | 天山路延安西路   | 05:07  | 22:47  | 1250路                                                                 |
| 6    | 延安西路中山西路 |        |        | 57路、776路 █ 3号线、 █ 4号线 延安西路站 延安路中运量公交系统 凯旋路站 |